# Cladech
Cladech település Franciaországban, Dordogne megyében. Lakosainak száma 87 fő (2022. január 1.). Cladech Allas-les-Mines, Carves, Veyrines-de-Domme és Saint-Germain-de-Belvès községekkel határos.

## Népesség
A település népességének változása:
| Lakosok száma | 115  | 96   | 81   | 87   | 93   | 100  | 105  | 110  | 103  | 87   |
|               | 1968 | 1982 | 1990 | 2006 | 2013 | 2015 | 2017 | 2019 | 2020 | 2022 |